# Палмдейл (Пенсільванія)
Палмдейл (англ. Palmdale) — переписна місцевість (CDP) в США, в окрузі Дофін штату Пенсільванія. Населення — 1308 осіб (2010).

## Географія
Палмдейл розташований за координатами 40°17′47″ пн. ш. 76°37′24″ зх. д. / 40.29639° пн. ш. 76.62333° зх. д. (40.296255, -76.623299).  За даними Бюро перепису населення США в 2010 році переписна місцевість мала площу 3,85 км², уся площа — суходіл.

## Демографія
Згідно з переписом 2010 року, у переписній місцевості мешкало 1308 осіб у 545 домогосподарствах у складі 320 родин. Густота населення становила 339 осіб/км².  Було 593 помешкання (154/км²).
Расовий склад населення:
| - 86,2 % — білих - 4,5 % — азіатів - 4,4 % — чорних або афроамериканців - 0,6 % — корінних американців - 0,1 % — вихідців з тихоокеанських островів - 2,4 % — осіб інших рас |

До двох чи більше рас належало 1,9 %. Частка іспаномовних становила 4,5 % від усіх жителів.
За віковим діапазоном населення розподілялося таким чином: 27,4 % — особи молодші 18 років, 59,1 % — особи у віці 18—64 років, 13,5 % — особи у віці 65 років та старші. Медіана віку мешканця становила 36,5 року. На 100 осіб жіночої статі у переписній місцевості припадало 91,8 чоловіків;  на 100 жінок у віці від 18 років та старших — 92,3 чоловіків також старших 18 років.
Середній дохід на одне домашнє господарство  становив 55 811 долар США (медіана — 51 042), а середній дохід на одну сім'ю — 65 689 доларів (медіана — 63 875). Медіана доходів становила 39 830 доларів для чоловіків та 38 750 доларів для жінок. За межею бідності перебувало 8,8 % осіб, у тому числі 14,3 % дітей у віці до 18 років та 8,9 % осіб у віці 65 років та старших.
Цивільне працевлаштоване населення становило 563 особи. Основні галузі зайнятості: роздрібна торгівля — 21,1 %, освіта, охорона здоров'я та соціальна допомога — 19,7 %, мистецтво, розваги та відпочинок — 19,2 %.